# Julia Wachaczyk
Julia Wachaczyk (de casada Lohoff;Bielefeld, 13 de abril de 1994) es una jugadora alemana de tenis femenino. Ganó su primer título en el circuito WTA en el torneo de Lyon.
Desde mediados de 2021 está casada con Tim Lohoff, biólogo y estudiante de doctorado radicado en Inglaterra.

## Títulos WTA (1; 0+1)

### Dobles (1)
| Leyenda                    |
| Grand Slam (0)             |
| WTA Tour Championships (0) |
| Premier Mandatory (0)      |
| Premier 5 (0)              |
| Premier (0)                |
| International (1)          |

| N.º | Fecha              | Torneos | Superficie | Pareja           | Oponentes en la final           | Resultado |
| --- | ------------------ | ------- | ---------- | ---------------- | ------------------------------- | --------- |
| 1.  | 8 de marzo de 2020 | Lyon    | Dura (i)   | Laura Ioana Paar | Lesley Kerkhove Bibiane Schoofs | 7-5, 6-4  |

## Títulos WTA 125s

### Dobles (1–1)
| Resultado | N.º | Fecha                   | Torneos       | Superficie    | Pareja       | Oponentes                             | Resultado        |
| --------- | --- | ----------------------- | ------------- | ------------- | ------------ | ------------------------------------- | ---------------- |
| Campeona  | 1.  | 18 de noviembre de 2023 | Colina        | Tierra batida | Conny Perrin | Lucciana Pérez Alarcón Daniela Seguel | 7-6(2), 6-2      |
| Finalista | 1.  | 25 de noviembre de 2023 | Florianópolis | Tierra batida | Conny Perrin | Sara Errani Léolia Jeanjean           | 5-7, 6-3, [7-10] |